# Poussignac
Poussignac est une commune du Sud-Ouest de la France, située dans le département de Lot-et-Garonne, en région Nouvelle-Aquitaine.

## Géographie

### Localisation
Située dans les Landes de Gascogne, en landes de Lot-et-Garonne, la commune se trouve à 55 km à l'ouest - nord-ouest d'Agen, chef-lieu du département, à 20 km au sud - sud-ouest de Marmande, chef-lieu d'arrondissement et à 6 km au sud-sud-ouest de Bouglon, chef-lieu de canton.

### Communes limitrophes
Les communes limitrophes sont Argenton, Beauziac, Saint-Martin-Curton, Casteljaloux, Labastide-Castel-Amouroux, Grézet-Cavagnan et Ruffiac.
| Ruffiac             | Argenton     | Grézet-Cavagnan           |
| Saint-Martin-Curton | Poussignac   | Labastide-Castel-Amouroux |
| Beauziac            | Casteljaloux |                           |

### Climat
Pour des articles plus généraux, voir Climat de la Nouvelle-Aquitaine et Climat de Lot-et-Garonne.
Historiquement, la commune est exposée à un climat océanique aquitain.  
En 2020, Météo-France publie une typologie des climats de la France métropolitaine dans laquelle la commune est exposée à un climat océanique et est dans la région climatique Aquitaine, Gascogne, caractérisée par une pluviométrie abondante au printemps, modérée en automne, un faible ensoleillement au printemps, un été chaud (19,5 °C), des vents faibles, des brouillards fréquents en automne et en hiver et des orages fréquents en été (15 à 20 jours).
Pour la période 1971-2000, la température annuelle moyenne est de 13,1 °C, avec une amplitude thermique annuelle de 15,4 °C. Le cumul annuel moyen de précipitations est de 798 mm, avec 11,4 jours de précipitations en janvier et 6,7 jours en juillet. Pour la période 1991-2020, la température moyenne annuelle observée sur la station météorologique la plus proche, située sur la commune de Saint-Martin-Curton à 5,5 km à vol d'oiseau, est de 13,7 °C et le cumul annuel moyen de précipitations est de 867,2 mm,. Pour l'avenir, les paramètres climatiques de la commune estimés pour 2050 selon différents scénarios d’émission de gaz à effet de serre sont consultables sur un site dédié publié par Météo-France en novembre 2022.

## Urbanisme

### Typologie
Au 1er janvier 2024, Poussignac est catégorisée commune rurale à habitat très dispersé, selon la nouvelle grille communale de densité à sept niveaux définie par l'Insee en 2022.
Elle est située hors unité urbaine. Par ailleurs la commune fait partie de l'aire d'attraction de Casteljaloux, dont elle est une commune de la couronne,. Cette aire, qui regroupe 14 communes, est catégorisée dans les aires de moins de 50 000 habitants,.

### Occupation des sols

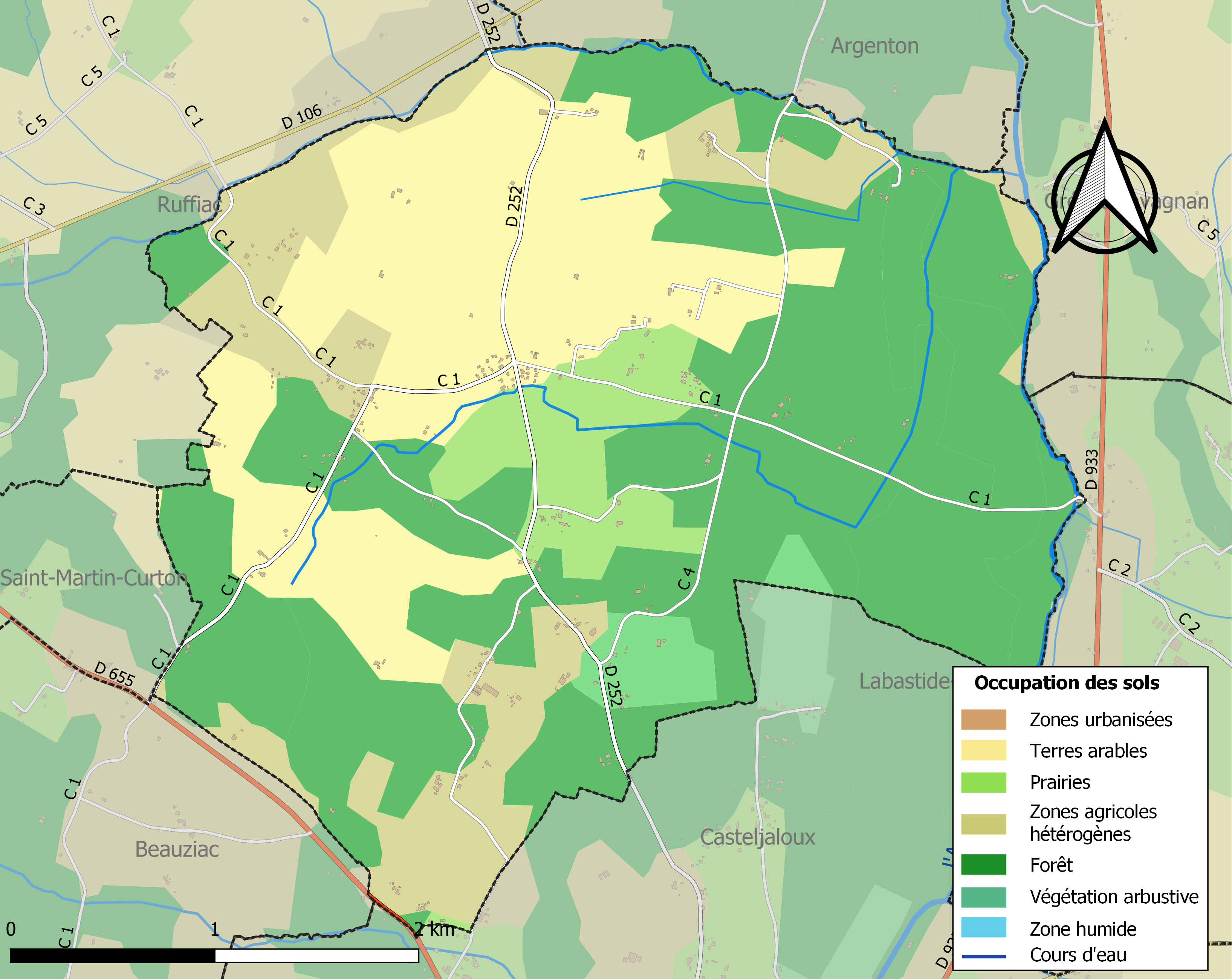
Carte des infrastructures et de l'occupation des sols de la commune en 2018 (CLC).

L'occupation des sols de la commune, telle qu'elle ressort de la base de données européenne d’occupation biophysique des sols Corine Land Cover (CLC), est marquée par l'importance des forêts et milieux semi-naturels (52,2 % en 2018), en augmentation par rapport à 1990 (49,1 %). La répartition détaillée en 2018 est la suivante : 
forêts (49,9 %), terres arables (25,9 %), zones agricoles hétérogènes (15,2 %), prairies (6,7 %), milieux à végétation arbustive et/ou herbacée (2,4 %). L'évolution de l’occupation des sols de la commune et de ses infrastructures peut être observée sur les différentes représentations cartographiques du territoire : la carte de Cassini (XVIIIe siècle), la carte d'état-major (1820-1866) et les cartes ou photos aériennes de l'IGN pour la période actuelle (1950 à aujourd'hui).

### Voies de communication et transports
- Route départementale D 252 qui traverse le village et mène, vers le nord, à la route départementale D 106 (Ruffiac et Antagnac au sud-ouest, Argenton au nord-est) et, vers le sud - sud-est, à Casteljaloux.
- Autoroute A62, accès no 5, dit de Marmande, à 2 km vers le nord - nord-est et autoroute A65, accès no 1, dit de Bazas, à 30 km vers l'ouest - nord-ouest et no 2, dit de Captieux, à 31 km vers le sud - sud-ouest.
- Gare de Marmande à 20 km vers le nord - nord-est.
- La ligne SNCF de Marmande à Mont-de-Marsan passant par Casteljaloux et fermée aux voyageurs en 1938 et aux marchandises en 1971, traverse l'est du territoire communal.

### Risques majeurs
Le territoire de la commune de Poussignac est vulnérable à différents aléas naturels : météorologiques (tempête, orage, neige, grand froid, canicule ou sécheresse), inondations, feux de forêts, mouvements de terrains et séisme (sismicité très faible). Il est également exposé à un risque technologique, le transport de matières dangereuses. Un site publié par le BRGM permet d'évaluer simplement et rapidement les risques d'un bien localisé soit par son adresse soit par le numéro de sa parcelle.

#### Risques naturels
Certaines parties du territoire communal sont susceptibles d’être affectées par le risque d’inondation par une crue à  débordement lent de cours d'eau, notamment l'Avance. La commune a été reconnue en état de catastrophe naturelle au titre des dommages causés par les inondations et coulées de boue survenues en 1982, 1983, 1999, 2007, 2009 et 2018,.
Poussignac est exposée au risque de feu de forêt. Depuis le 20 avril 2016, les départements de la Gironde, des Landes et de Lot-et-Garonne disposent d’un règlement interdépartemental de protection de la forêt contre les incendies. Ce règlement vise à mieux prévenir les incendies de forêt, à faciliter les interventions des services et à limiter les conséquences, que ce soit par le débroussaillement, la limitation de l’apport du feu ou la réglementation des activités en forêt. Il définit en particulier cinq niveaux de vigilance croissants auxquels sont associés différentes mesures,.
Les mouvements de terrains susceptibles de se produire sur la commune sont des tassements différentiels.

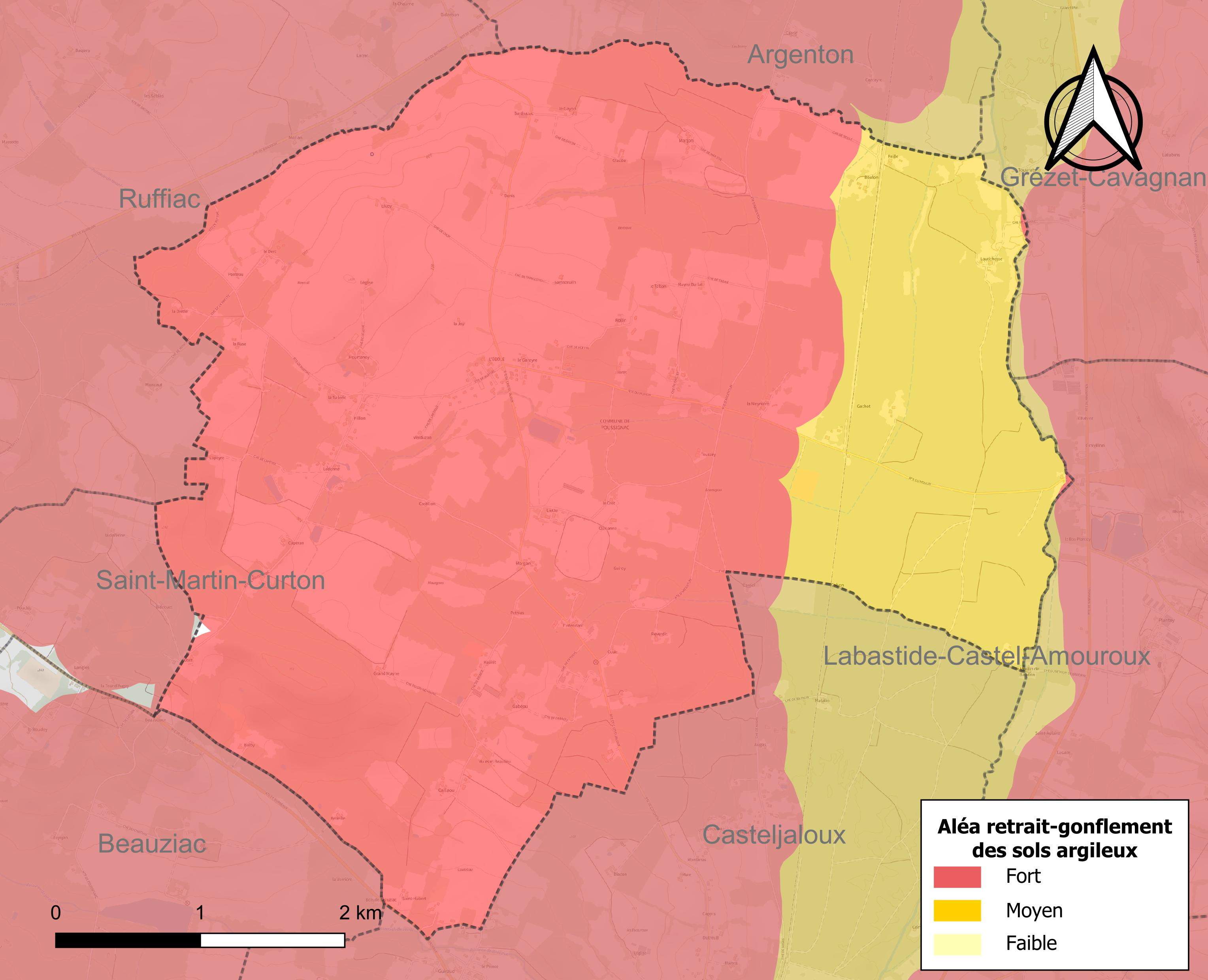
Carte des zones d'aléa retrait-gonflement des sols argileux de Poussignac.

Le retrait-gonflement des sols argileux est susceptible d'engendrer des dommages importants aux bâtiments en cas d’alternance de périodes de sécheresse et de pluie. La totalité de la commune est en aléa moyen ou fort (91,8 % au niveau départemental et 48,5 % au niveau national). Depuis le 1er octobre 2020, en application de la loi ELAN, différentes contraintes s'imposent aux vendeurs, maîtres d'ouvrages ou constructeurs de biens situés dans une zone classée en aléa moyen ou fort,.
Concernant les mouvements de terrains, la commune a été reconnue en état de catastrophe naturelle au titre des dommages causés par la sécheresse en 2005 et 2017 et par des mouvements de terrain en 1999.

## Toponymie
La commune tiendrait son nom du patronyme gallo-romain Possignus.
En gascon, le nom de la commune est Pocinhac.
Ses habitants sont appelés les Poussignacais.

## Politique et administration
| Période                                  | Période  | Identité          | Étiquette | Qualité             |
| ---------------------------------------- | -------- | ----------------- | --------- | ------------------- |
| Les données manquantes sont à compléter. |          |                   |           |                     |
|                                          |          |                   |           |                     |
| juin 1995                                | mai 2020 | Éric Alberti,     | PS        | Artisan électricien |
| mai 2020                                 | En cours | Florian Patacconi |           |                     |

## Démographie
L'évolution du nombre d'habitants est connue à travers les recensements de la population effectués dans la commune depuis 1793. Pour les communes de moins de 10 000 habitants, une enquête de recensement portant sur toute la population est réalisée tous les cinq ans, les populations de référence des années intermédiaires étant quant à elles estimées par interpolation ou extrapolation. Pour la commune, le premier recensement exhaustif entrant dans le cadre du nouveau dispositif a été réalisé en 2004.

En 2022, la commune comptait 307 habitants, en évolution de +14,55 % par rapport à 2016 (Lot-et-Garonne : −0,18 %, France hors Mayotte : +2,11 %).
| 1793 | 1800 | 1806 | 1821 | 1831 | 1836 | 1841 | 1846 | 1851 |
| ---- | ---- | ---- | ---- | ---- | ---- | ---- | ---- | ---- |
| 241  | 322  | 393  | 421  | 454  | 424  | 419  | 419  | 428  |

| 1856 | 1861 | 1866 | 1872 | 1876 | 1881 | 1886 | 1891 | 1896 |
| ---- | ---- | ---- | ---- | ---- | ---- | ---- | ---- | ---- |
| 428  | 426  | 403  | 399  | 403  | 385  | 425  | 381  | 391  |

| 1901 | 1906 | 1911 | 1921 | 1926 | 1931 | 1936 | 1946 | 1954 |
| ---- | ---- | ---- | ---- | ---- | ---- | ---- | ---- | ---- |
| 363  | 366  | 329  | 294  | 332  | 308  | 284  | 275  | 293  |

| 1962 | 1968 | 1975 | 1982 | 1990 | 1999 | 2004 | 2006 | 2009 |
| ---- | ---- | ---- | ---- | ---- | ---- | ---- | ---- | ---- |
| 241  | 207  | 169  | 185  | 227  | 213  | 233  | 246  | 292  |

| 2014 | 2019 | 2022 | - | - | - | - | - | - |
| ---- | ---- | ---- | - | - | - | - | - | - |
| 272  | 289  | 307  | - | - | - | - | - | - |

L'année 1831 est celle où il y a eu le plus d'habitants à Poussignac (454 habitants). Alors que 1975 est l'année où il y en a eu le moins : seulement 169, soit 285 de moins qu'en 1831. Le dernier recensement avant la Première Guerre mondiale a été fait en 1911 et on a dénombré 329 habitants.

## Culture locale et patrimoine

### Lieux et monuments
L'église Saint-Martin, située dans l'ouest du territoire communal, date des XIVe et XVIe siècles et est de grandes dimensions, témoignant d'une paroisse importante ; elle est inscrite au titre des monuments Historiques depuis 1929.

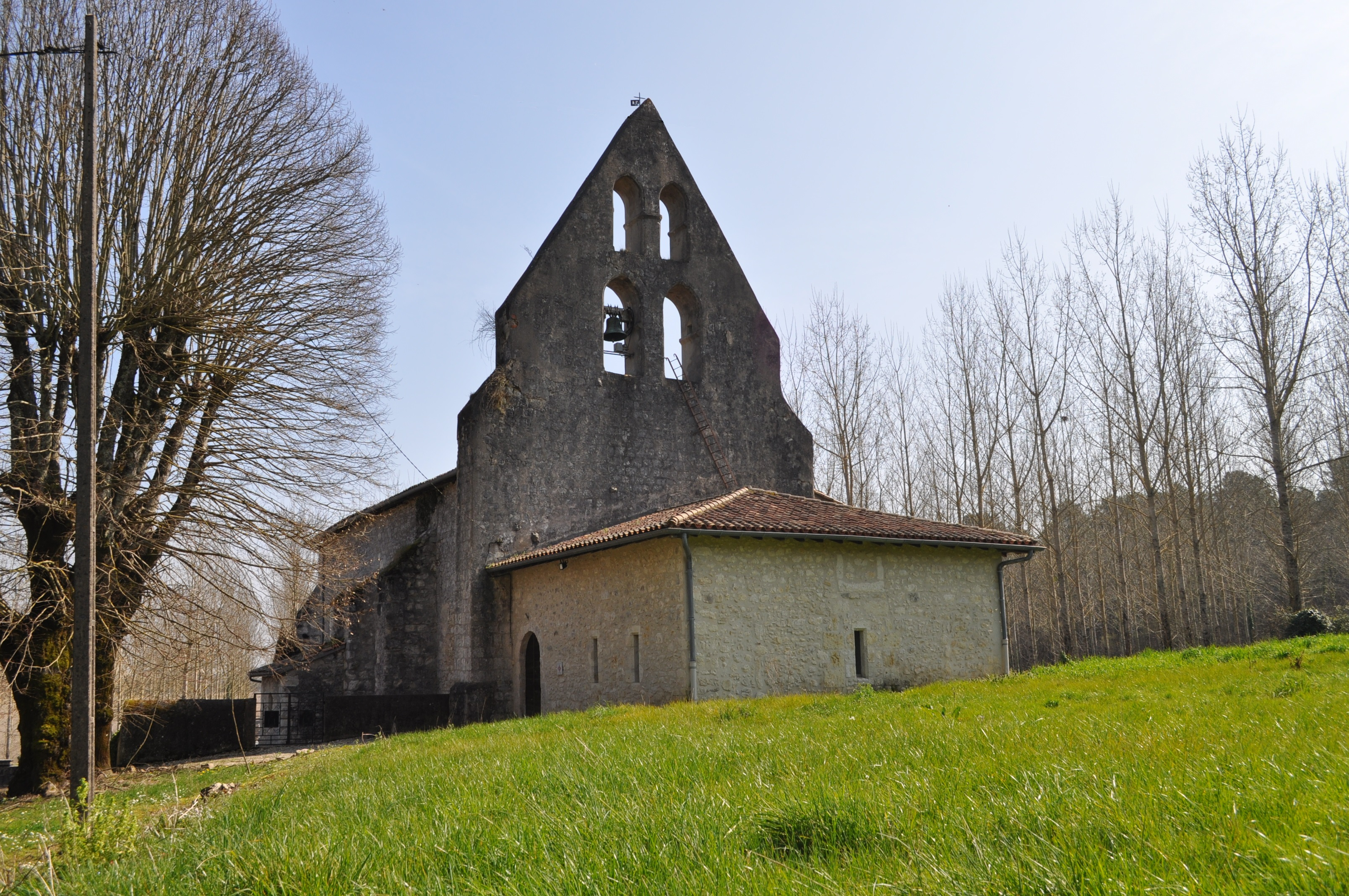
L'église Saint-Martin (mars 2014).
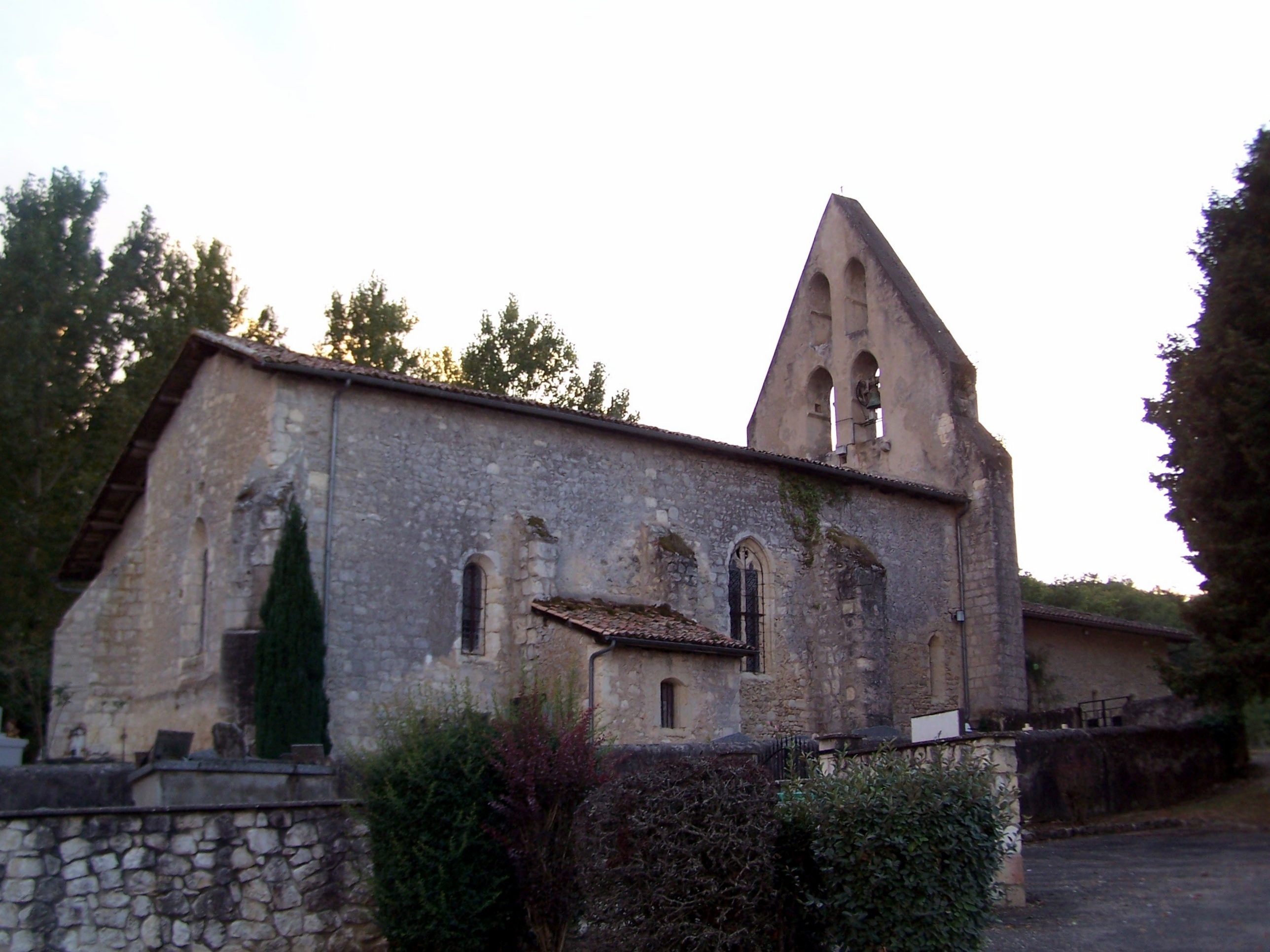
Vue nord-est de l'église (sept. 2014).
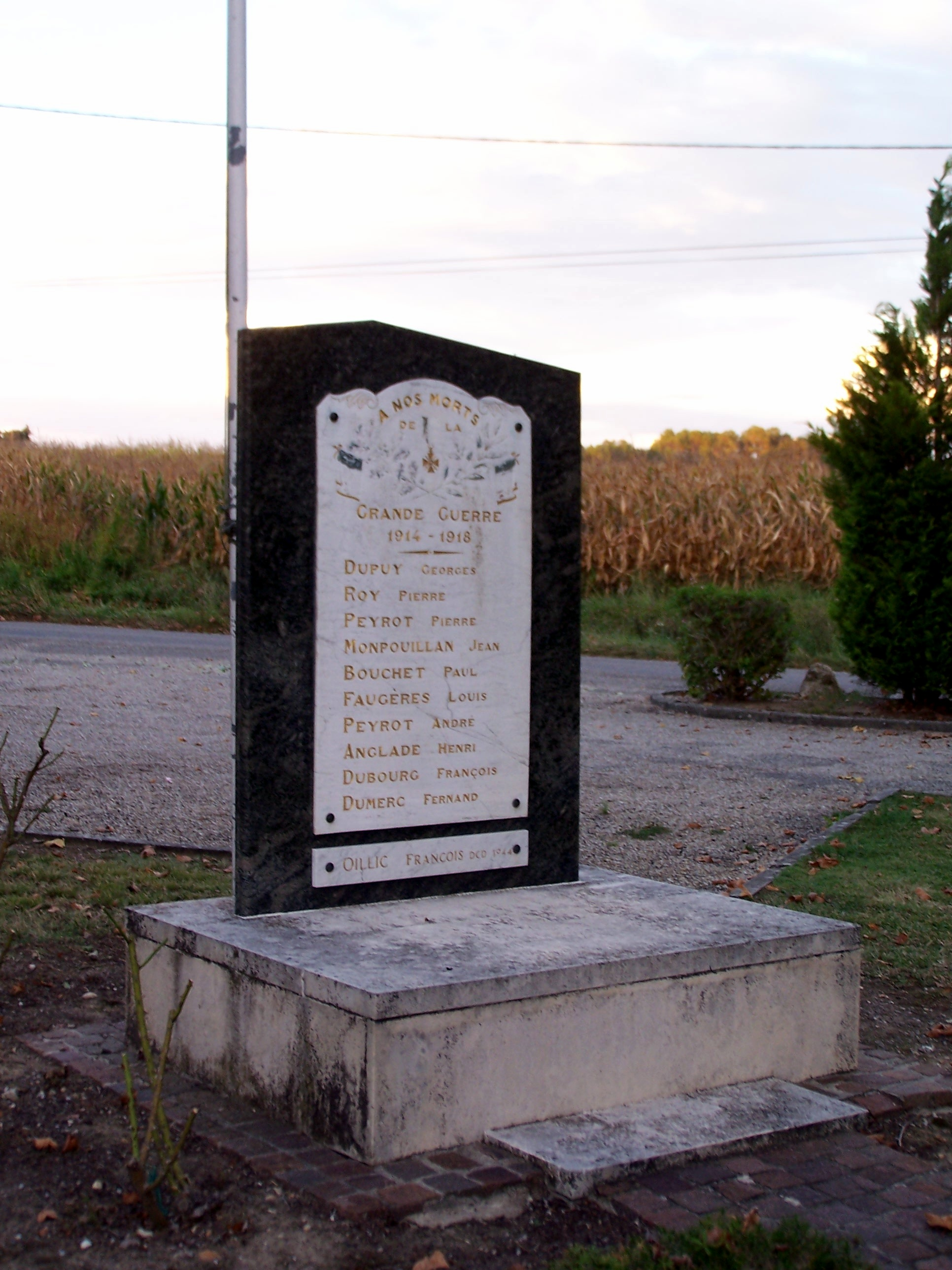
Le monument aux morts près de la mairie (sept. 2014).

### Personnalités liées à la commune
Commandant Victor Petit https://drive.google.com/file/d/0B_VrXp-wjUMzVWZ0ODltVTNRS1E/view